# とりかぶと自然学校
とりかぶと自然学校（とりかぶとしぜんがっこう）は、長崎県大村市南川内にあるキャンピングスクール。生徒は、長崎県内を始め、世界中から集まった子供達である。また、同校は、長崎県が推奨する「ココロねっこ運動」に賛同している。

## 主な活動
- 春
  - 春の山歩き
- 夏
  - サマービレッジ
  - 山村学校
- 秋
  - 秋の収穫祭
- 冬
  - ウィンタービレッジ

・・・他